# Oonopinus argentinus
Oonopinus argentinus là một loài nhện trong họ Oonopidae.
Loài này thuộc chi Oonopinus. Oonopinus argentinus được miêu tả năm 1955 bởi Birabén.